# Nellingen

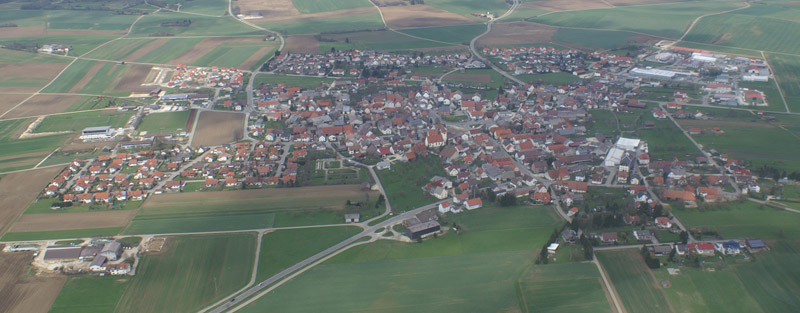
Luftbild Nellingen

Nellingen ist mit den Ortsteilen Oppingen und Aichen eine Gemeinde im Alb-Donau-Kreis etwa 20 Kilometer nordwestlich von Ulm.

## Geografie
Nellingen liegt auf der mittleren Kuppenalb, einem Teil der Schwäbischen Alb.

### Natur und Landschaft
Die Wacholderheiden bei Aichen sind besonders geschützt. Ein 49,9 Hektar großes Areal wurde am 20. Februar 1991 vom Regierungspräsidium Tübingen zum Naturschutzgebiet Mönchsteig erklärt. Die Heidelandschaft soll in ihrem typischen Erscheinungsbild mit der daran gebundenen extensiven Landwirtschaft als Schafweide erhalten und gepflegt werden. Von besonderem ökologischen Wert ist der Lebensraum der Magerwiesen mit ihren vielen geschützten Tier- und Pflanzenarten sowie der aufgelockerte, gegliederte Waldsaum mit den vielen, auf diese Struktur angepassten Vogelarten.

### Nachbargemeinden
Nellingen grenzt an folgende Städte und Gemeinden (im Uhrzeigersinn von Norden):
Geislingen an der Steige (Landkreis Göppingen), Amstetten, Lonsee, Dornstadt, Merklingen (alle Alb-Donau-Kreis), Bad Ditzenbach und Deggingen (Landkreis Göppingen)

### Gemeindegliederung
Zu Nellingen gehört der Weiler Aichen, der schon 1143 als Aichheim erwähnt wird. Aichen ist bekannt durch die Autobahnraststätte an der Bundesautobahn 8. 1975 wurde die Gemeinde Oppingen nach Nellingen eingegliedert.

## Geschichte

### Überblick
Nellingen wurde im 12. Jahrhundert erstmals urkundlich erwähnt. Kaiser Karl IV. verlieh 1372 das Marktrecht, sowie das Recht auf Stock und Galgen. In den Jahrzehnten vor und um 1400 kam Nellingen nach und nach in den Besitz der Reichsstadt Ulm und fiel 1803 an das Kurfürstentum Bayern.
1810 wurde der Ort auf Grund des Grenzvertrags von 1810 vom Königreich Bayern an das Königreich Württemberg abgetreten und dem Oberamt Blaubeuren zugeordnet.
Bei der Kreisreform während der NS-Zeit in Württemberg kam Nellingen 1938 zum Landkreis Ulm.
1945 wurde der Ort Teil der Amerikanischen Besatzungszone und gehörte somit zum neu gegründeten Land Württemberg-Baden, das 1952 im jetzigen Bundesland Baden-Württemberg aufging. Seit der Kreisreform von 1973 ist Nellingen Teil des Alb-Donau-Kreises.

### Religion
Aufgrund der Zugehörigkeit zur Reichsstadt Ulm wurde in Nellingen im 16. Jahrhundert die Reformation durchgeführt. Deshalb ist der überwiegende Teil der Bevölkerung evangelisch. Die evangelische Kirchengemeinde Nellingen gehört zum Kirchenbezirk Blaubeuren der Württembergischen Landeskirche. Bei der evangelischen Pfarrkirche in Nellingen handelt es sich um eine spätgotische Chorturmkirche. Die Katholiken werden von der Kirchengemeinde Maria Königin in Laichingen betreut, die Teil einer Seelsorgeeinheit des Dekanats Ehingen-Ulm ist.

### Eingemeindungen
Am 1. Januar 1975 wurde im Zuge der allgemeinen Gemeindereform die Gemeinde Oppingen nach Nellingen eingemeindet.

## Demographie
Einwohnerentwicklung:
| Jahr | Einwohnerzahl |
| ---- | ------------- |
| 1990 | 1.600         |
| 2001 | 1.800         |
| 2011 | 1.846         |
| 2021 | 2.058         |

## Politik

### Gemeinderat
Der Gemeinderat in Nellingen hat 12 Mitglieder. Der Gemeinderat besteht aus den gewählten ehrenamtlichen Gemeinderäten und dem Bürgermeister als Vorsitzendem. Der Bürgermeister ist im Gemeinderat stimmberechtigt. Die Kommunalwahl am 9. Juni 2024 führte zu folgendem vorläufigen Endergebnis. Die Wahlbeteiligung lag bei 71,1 %.
| Partei/Liste            | 2024    | 2024   | 2019    | 2019   |
| Partei/Liste            | Stimmen | Sitze  | Stimmen | Sitze  |
| ----------------------- | ------- | ------ | ------- | ------ |
| Bürgerliste (BL)        | 58,4 %  | 7      | 53,6 %  | 6      |
| Freie Bürgerliste (FBL) | 41,6 %  | 5      | 46,4 %  | 6      |
| Wahlbeteiligung         | 71,1 %  | 71,1 % | 66,1 %  | 66,1 % |

### Bürgermeister
- ? bis 1826 Daniel Näher
- 1826 bis 1847 Johann Georg Kröll
- 1847 bis 1867 Johannes Staudenmaier
- 1867 bis 1891 Marx Raimund Allgöwer
- 1891 bis 1903: Marx Schall
- 1903 bis 1923: Johannes Bollinger sen.
- 1923 bis?: Johannes Bollinger jun.
- 1945 bis 1946: Abraham Wiedemann
- 1946 bis 1954: Johannes Wittlinger
- 1954 bis 1962: Johannes Bollinger jun.
- 1962 bis 1977: Stephan Allgöwer
- 1977 bis 1993: Ernst Bühler
- 1993 bis 2001: Rainer Schaller
- 2001 bis 2019: Franko Kopp
- seit 2020: Christoph Jung[5]

Der Bürgermeister wird für eine Amtszeit von acht Jahren gewählt.

## Kultur und Sehenswürdigkeiten

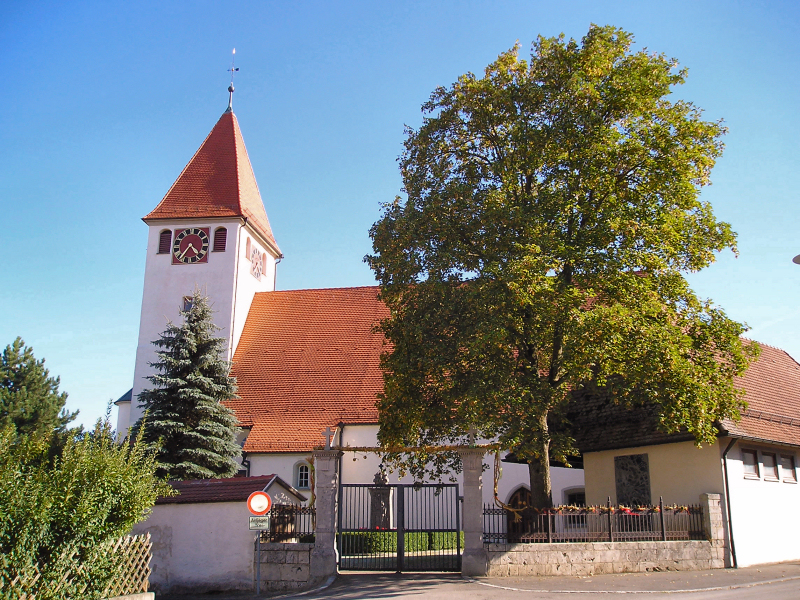
Andreaskirche

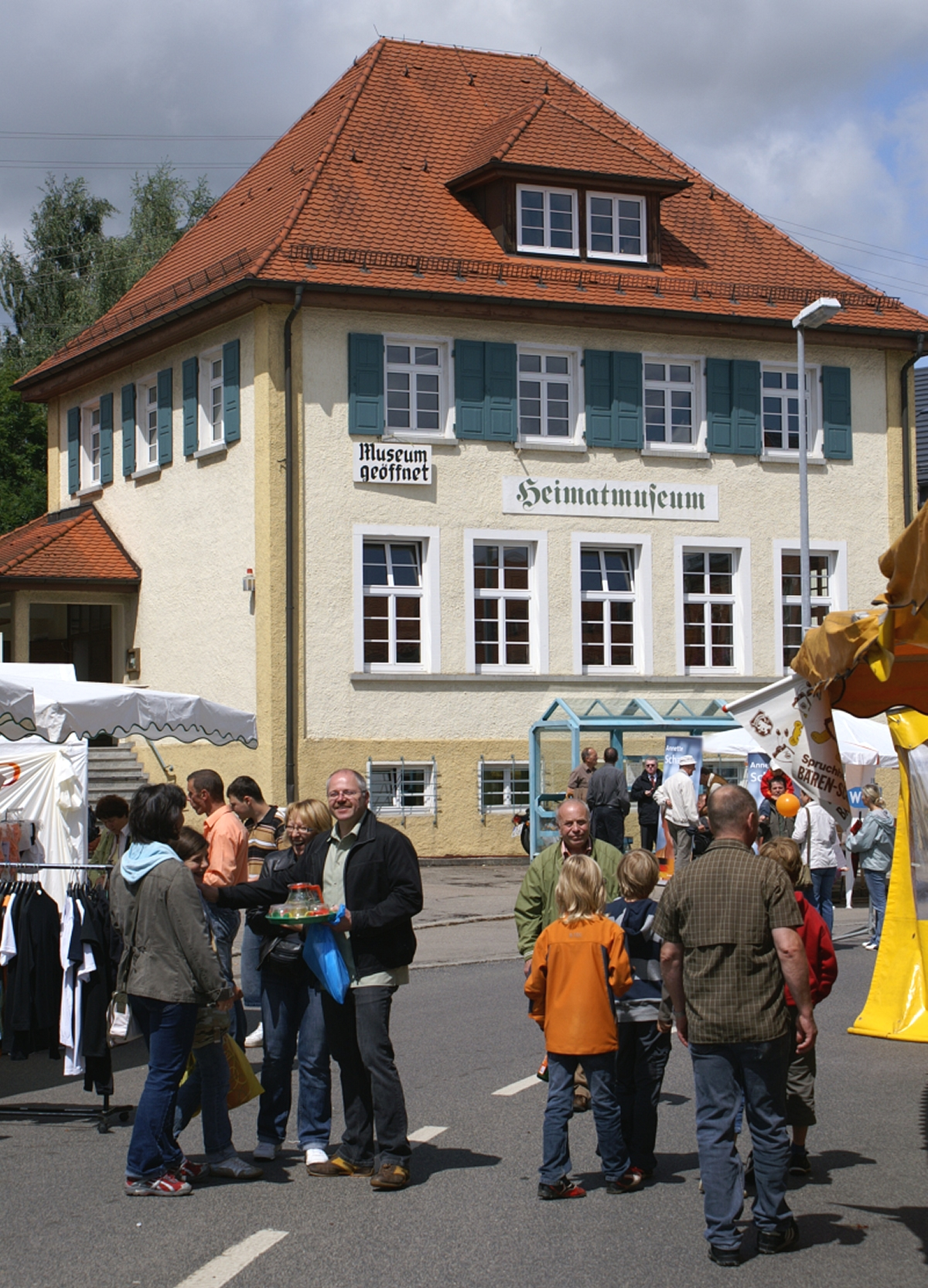
Nellinger Heimatmuseum

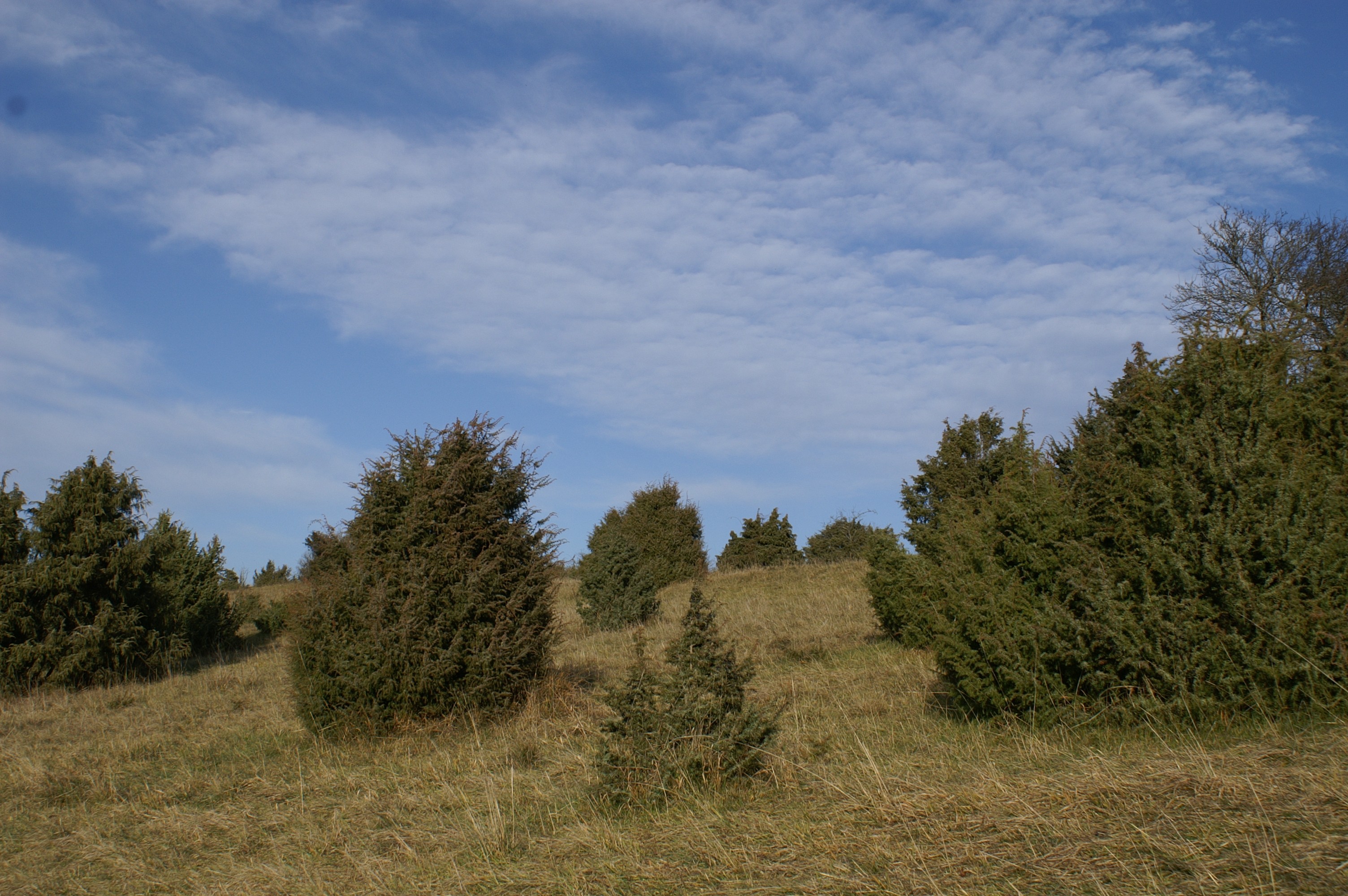
Naturschutzgebiet Mönchsteig bei Aichen

### Museen
- Heimatmuseum Nellingen
- Privates Bauernmuseum

### Bauwerke
Die spätgotische evangelische Andreaskirche besitzt eine noch immer gut erhaltene Holzdecke aus dem Jahr 1492 und Wandmalereien. Bemerkenswert sind auch die hochbarocken geschnitzten Türflügel.

### Regelmäßige Veranstaltungen
Der traditionelle Nellinger Jakobi-Markt findet jährlich am 25. Juli, oder falls dieser auf einen Sonntag fällt am Samstag davor, statt. Ein weiterer Höhepunkt ist auch bereits das traditionelle Bauernrennen um den Großen Preis von Nellingen, welches immer im zweijährigen Rhythmus an den geraden Jahreszahlen Ende August stattfindet.

## Wirtschaft und Infrastruktur

### Verkehr
Nellingen liegt zwischen Geislingen an der Steige und Laichingen direkt an der Bundesautobahn 8 Stuttgart–München (Anschlussstelle Merklingen).
Die Gemeinde gehört dem Donau-Iller-Nahverkehrsverbund an. Die Buslinie 49 verbindet den Ort mit Ulm, die Linie 360 mit dem Bahnhof Geislingen (Steige) an der Filstalbahn Stuttgart–Ulm. Noch etwas näher, nämlich acht Kilometer nordöstlich von Nellingen, liegt der Bahnhof Amstetten (Württ) an der Filstalbahn. Von dort aus betrieb die Württembergische Eisenbahngesellschaft bis 1985 die Nebenbahn Amstetten–Laichingen. Die Züge hielten auch an den Bahnhöfen in Oppingen und Nellingen. Ein Teil der Meterspurbahn von Amstetten bis Oppingen ist heute Museumsbahn.
Im ÖPNV ist Nellingen über die Linie 49 (Nellingen – Ulm) der RAB angebunden.
Im Rahmen der am 11. Dezember 2022 eröffneten Schnellfahrstrecke Wendlingen–Ulm wurde der Bahnhof Merklingen – Schwäbische Alb errichtet, an dessen Kosten sich Nellingen finanziell beteiligte.
Der Albtäler-Radweg führt als Landes-Fernradweg durch Merklingen; es handelt sich um einen Rundkurs zwischen Römerstein und Giengen an der Brenz. Er verläuft von Laichingen über Merklingen nach Nellingen und weiter über Amstetten ins Lonetal.
In dem Dreieck zwischen Nellingen, Amstetten und Oppingen befindet sich außerdem das Segelfluggelände Oppingen-Au, das von Motorseglern, einmotorigen Flugzeugen bis 2 t MTOW und Ultraleichtflugzeugen angeflogen werden kann.

### Bildung
In Nellingen befindet sich eine Grundschule. Weiterführende Schulen (Realschule, Gymnasium) sind in Laichingen und Geislingen.

## Söhne und Töchter der Gemeinde
- Johann Albrecht Widmannstetter (1506–1557), Humanist, Kanzler von Niederösterreich
- Leonhard Hutter (1563–1616), lutherischer Theologe
- Georg Widmanstetter († 1618), ab 1586 Hofbuchdrucker in Graz